# Дормаген
Дормаген (њем. Dormagen) град је у њемачкој савезној држави Северна Рајна-Вестфалија. Једно је од 8 општинских средишта округа Рајн Нојс. Према процјени из 2010. у граду је живјело 63.139 становника. Посједује регионалну шифру (AGS) 5162004, NUTS (DEA1D) и LOCODE (DE DMG) код.

## Географски и демографски подаци
Дормаген се налази у савезној држави Северна Рајна-Вестфалија у округу Рајн Нојс. Град се налази на надморској висини од 45 метара. Површина општине износи 85,5 km². У самом граду је, према процјени из 2010. године, живјело 63.139 становника. Просјечна густина становништва износи 739 становника/km².

## Међународна сарадња
| Мјесто     | Држава    | Врста сарадње | Од    |
| ---------- | --------- | ------------- | ----- |
| Кирјат Оно | Израел    | партнерство   | 1995. |
| Торо       | Шпанија   | партнерство   | 1994. |
|            | Француска | партнерство   | 1982. |
| Извор      |           |               |       |